# HMS Vidar (23)
HMS Vidar (23) tidigare (4), var en jagare i svenska flottan. Vidar byggdes av Kockums och sjösattes den 6 september 1909. Fartyget var baserat på HMS Wale tillsammans med Ragnar, Sigurd, Hugin och Munin. Hon utrangerades 1947 och sänktes till slut som skjutmål vid Märsgarn 1961.
Under en övning på kvällen den 8 juni 1922 råkade Vidar av misstag ramma jagaren HMS Wachtmeister strax för om bryggan. Tre personer som befann sig i Vidars förskepp blev allvarligt skadade, en avled senare under transport till sjukhus. Wachtmeister fick en 20 meter lång intryckning av skrovet och tre personer kastades i vattnet, dessa kunde snart räddas. Vidar bogserades in till Bergkvara medan Wachtmeister för egen maskin kunde ta sig till Karlskrona. Båda jagarna var reparerade och i tjänst redan året efter.